# Niedorp
Niedorp est une ancienne commune des Pays-Bas, en province de Hollande-Septentrionale, dans la région de Frise-Occidentale.
Depuis 2012 la commune a été fusionnée avec d'autres pour former Hollands Kroon.